# Eduardo Peralta Ramos
Eduardo Peralta Ramos (Buenos Aires, 12 de octubre de 1850 - Córdoba, 9 de julio de 1917) fue un político y comerciante argentino, que ocupó el cargo de Intendente de General Pueyrredón entre 1885 y 1885. Su padre Patricio Peralta Ramos fundó la ciudad de Mar del Plata, cabecera de aquel partido.
Llegó a la región junto con sus hermanos en 1868, y con Pedro Luro realizan actividades comerciales en la zona. A la muerte de su padre, junto con su hermano Jacinto, se ocuparon de los negocios familiares. Se casó con Carolina Barreiro Bavio, con quien tuvo nueve hijos.
Si bien residía en Mar del Plata, falleció en Córdoba donde se encontraba por motivos de salud. Su residencia se encontraba en la calle La Rioja y Avenida Colón, en la actualidad Pedro Luro.